# 홍석준 (기자)
홍석준(洪錫埈, 1962년 3월 14일  ~ 2011년 8월 20일)은 대한민국의 언론인이다. 조선일보 정치전문기자를 지내다 2011년 8월 20일 지병인 간경화로 숨졌다.

## 생애
홍석준의 사망 이후 주용중 조선일보 기자의 부고 기사에 의하면, 홍석준은 21년 6개월의 기자생활 중 12년을 정치부에서 일했다. 기자생활은 체육부에서 시작했으며, 사망 당시에는 스포츠부 소속이었다. 2010년 여름에는 큰 수술을 앞둔 상황에서도 편집국 간부들에게 부서 후배들의 희망부서를 전달하는 등 후배들을 챙겼다고 한다.
조선일보 주용중 기자는 부고 기사에서 홍석준을 긍정적으로 평가했다. 부고 기사에 의하면 홍석준은 스포츠부장으로 일하던 시절 스포츠에 과학을 접목한 새로운 기사 작성을 시도했다. 주용중은 홍석준에 대해 "기자로서는 까칠하고, 인간적으로는 따뜻한 사람", "싸나이"란 타인들의 평가도 전했다.
2004년 1월 14일에는 노무현 당시 대통령이 검찰에 대해 "내가 검찰을 죽이려 했다면 두번은 갈아마실 수 있겠지만 그러지 않았다"는 발언을 보도했다. 나중에 노무현이 위와 같은 발언을 한 사실이 없는 것으로 밝혀져 정정보도문을 2차례에 걸쳐 싣기도 했다.
홍석준의 최대 오점은 2005년 만취 폭행 사건이다.
2005년 7월 13일 홍석준은 술에 취한 상태에서 귀가하던 중 택시 기사와 회사원 등에게 폭언과 폭행을 했다.
오마이뉴스 기사에 따르면, 2005년 7월 13일 밤 11시 10분경 홍석준은 서울 태평로 코리아나호텔 앞에서 손님을 기다리던 택시에 다가갔다. 홍석준은 택시기사 안모씨에게 "승차 거부하냐"며 시비를 걸고, 이어 안씨를 택시 밖으로 끌어내 가슴, 허벅지, 낭심 등을 때렸다. 호텔직원들이 홍석준을 말리려 했으나 홍석준은 오히려 호텔 직원과 경찰에게도 폭행을 계속했다. 피해자들은 이날 홍석준이 자신을 "대통령 친구"라 밝히며 피해자들에게 "전라도 출신이냐"며 윽박질렀다.

## 사망
수술 이후 홍석준은 출근 준비를 하려 하였으나 그때마다 건강상태가 악화되었다. 결국 2011년 8월 20일 오전 8시 30분 지병인 간경화로 만 49세의 나이로 숨졌다.